# Росси, Ив
Ив Ро́сси (Yves Rossy) — швейцарский лётчик и изобретатель. Известен благодаря полётам на реактивном ранце-крыле собственного изобретения.

## Биография
Ив Росси родился в 1959 году в городе Невшатель, в Швейцарии. В 20 лет ушёл в армию и в дальнейшем поступил в лётное училище. После окончания училища служил в воздушной разведке. После армии ушёл в гражданскую авиацию.
В 1990 году Ив Росси увлёкся скайдайвингом, а в 1993 — скайсёрфингом. Примечателен его прыжок с сёрфом в виде уменьшенной модели истребителя Dassault Mirage III. Также он экспериментировал с вингсьютами. В 2004 году он впервые испытал жёсткие складные крылья, на основе которых в дальнейшем стал строить свой летательный аппарат.
Первый успешный полёт с двумя реактивными двигателями Ив Росси совершил 24 июня 2004 года. Использовались реактивные двигатели, изначально предназначенные для авиамоделизма.

## Особенности проекта Jet Man
Одной из особенностей проекта является полное отсутствие механизации крыла. Управление летательным аппаратом осуществляется за счёт смещения центра масс, однако в отличие от дельтаплана, где пилот может перемещаться под плоскостью крыла, в летательном аппарате Ива Росси крыло жёстко закреплено на спине, и пилот управляет полётом, лишь двигая руками, ногами и головой. При этом манёвренность достаточна для выполнения фигур пилотажа различной сложности.
Летательный аппарат Ива Росси не предусматривает взлёт с земли — на нужную для старта высоту он поднимается на самолёте, вертолёте или воздушном шаре. В декабре 2019 года Ив Росси испытал усовершенствованную модель реактивного костюма, который позволяет осуществлять вертикальный взлёт и посадку. Теперь отпала необходимость использовать прочие воздушные суда. Для посадки используется парашют, причём кроме посадочного и запасного, крыло Ива Росси оснащено также и собственным парашютом, который обеспечивает его мягкое приземление в случае, если возникнет необходимость сбросить крыло.
Вес ранца модели 2012 года, полностью заправленного горючим (30 литров керосина) — 55 кг, размах крыла — 2 метра. Максимальная скорость — 300 км/ч, продолжительность полёта с полной заправкой — 10 минут.
На своих крыльях Ив Росси совершил множество полётов, в том числе перелетел Ла-Манш (2008), пролетел над Большим Каньоном, а также над швейцарскими Альпами в строю с двумя самолётами Aero L-39 Albatros пилотажной группы Breitling.
В ноябре 2013 года девять раз облетел вокруг японского вулкана Фудзияма.
В 2015 году совершил парные полёты вокруг Бурдж-Халифа (Дубай) с Винсом Реффетом (Vince Reffet). Винс Реффет погиб в 2020 году в Дубае во время несчастного случая при полёте на реактивном ранце: Реффет перевернулся в полете на небольшой высоте на своем 4-двигательном ранце, он не смог выправить свой ранец и не раскрыл парашют, погибнув, врезавшись в землю на большой скорости.